# Or Adonai
Or Adonai (in ebraico אור אֲדֹנָי‎?), La Luce del Signore, è l'opera primaria di Rabbi Hasdai Crescas (c. 1340 - 1410/1411), filosofo ebreo. L'opera è nota anche col titolo Or Hashem (אור השם), in segno di rispetto verso uno dei nomi di Dio.

## Scopo dell'opera
Nei primi tempi del Medioevo c'era stata una tendenza da parte di alcuni ebrei religiosi razionalisti di interpretare la teologia ebraica classica alla luce della filosofia allora in voga, specificamente quella del razionalismo neoaristotelico. Tale era il programma di filosofi razionalisti ebrei come Saadia Gaon, Maimonide (che era stato influenzato da Avicenna), e Levi ben Gershon (Gersonide) (che era stato influenzato da Averroè). Secondo Crescas, questo punto di vista spesso portava a conclusioni errate, e minacciava di offuscare il carattere distintivo della fede ebraica. Reputava che tale programma riducesse i contenuti dottrinali dell'ebraismo ad un surrogato dei concetti aristotelici.
Crescas non nasconde il suo fine di giustificare il pensiero ebraico classico contro il razionalismo di Maimonide e di Gersonide. Di questi due specialmente il primo aveva cercato di armonizzare la rivelazione e la fede con la filosofia. Sebbene Maimonide rifiutasse di seguire Aristotele a favore di Mosè in quelle occasioni in cui tale armonia non poteva essere stabilita, i suoi successori invece sembravano propendere verso il percorso opposto, favorendo Aristotele a discapito di Mosè. Per costoro il razionalismo filosofico era superiore a quello del pensiero religioso classico.
Crescas considerò i razionalisti medievali come farebbe un filosofo che riconosca il diritto alla speculazione filosofica. Non era d'accordo con quei teologi cristiani e mussulmani che, nelle proprie speculazioni, sostenevano una verità duplice, una per il teologo ed un'altra per il filosofo: la prima non conoscibile da parte dell'umanità naturale, poiché soprannaturale ed irrazionale; la seconda aperta all'intelligenza dell'umanità naturale. Cresca tentò di dimostrare che il razionalismo aristotelico era ben lungi dall'essere infallibile. In ciò, egli è un precursore di Baruch Spinoza. Crescas deplora il fatto che Maimonide, la cui erudizione ed onestà egli ammira, sembrò rendere la filosofia greca la base delle dottrina ebraica. Dopo aver tentato di dimostrare l'insostenibilità delle proposizioni aristoteliche, Crescas cercò di "stabilire le radici e le fondamenta su cui la Torah ["Pentateuco", qui usato come sinonimo di religione ebraica] poggia, ed i cardini sui quali gira.
Crescas non denuncia eretici, ma espone piuttosto la debolezza su cui poggiano quelle idee che egli considera eterodosse. Desidera manifestare i contenuti dell'ebraismo ed i limiti dei fini filosofici rispetto a detti contenuti. Il suo libro comprende quattro divisioni principali ("ma'amar"), suddivise in "kelalim" e capitoli ("perakim"): la prima divisione tratta delle fondamenta della fede intera — l'esistenza di Dio; la seconda tratta delle dottrine basilari della fede; la terza delle altre dottrine che, sebbene non fondamentali, vincolano ciascun credente dell'ebraismo; la quarta, delle dottrine che, sebbene tradizionali, non hanno carattere obbligatorio e sono aperte alla dissertazione filosofica.

## Contenuti

### La prima causa
La prima divisione principale si apre con una critica approfondita dei venticinque (o ventisei) proposizioni aristoteliche ("hakdamot"), che Maimonide accetta come assiomatiche e da cui egli costruisce la sua idea di Dio.
Nella prima sezione presenta tutte le dimostrazioni di questi teoremi, in particolare quelli forniti da Muhammad ibn Muhammad Tabrizi; nella seconda, Crescas dimostra l'inadeguatezza di molte di queste proposizioni ontologiche e fisiche, e quindi demolisce le prove maimonidee del concetto-Dio. Crescas, ammettendo che l'esistenza di una causa prima sia suscettibile di prova filosofica, ma solo per contingenza (respinge l'ipotesi aristotelica che una catena infinita di cause sia impensabile, cioè la prima causa di tutto ciò che è deve essere considerata come esistente), afferma che la filosofia è incompetente nel dimostrare l'assoluta unità di Dio, così come fa anche Al-Ghazali.
La prima causa può essere interpretata filosoficamente come semplice, perché se fosse composta se ne dovrebbe assumere un'altra per la composizione. Tuttavia, ciò non renderebbe necessario il postulare l'unità di Dio. Altre divinità potrebbero esistere con altre funzioni, anche se si supponesse che il nostro Dio fosse onnipotente. Pertanto solo la rivelazione è idonea a stabilire l'unità di Dio. Senza il credo della Shemà ("Ascolta, Israele"), la filosofia non riuscirebbe ad essere una guida fidata.
Crescas introduce un nuovo elemento nella sua idea di Dio. I suoi predecessori sostenevano che la più grande felicità di Dio, l'essenza divina, fosse la conoscenza propria di Dio. Crescas rifiuta questo ciò come inadeguato e postula invece l'amore di Dio, sempre intento a comunicare e a fare il bene. Crescas dibatte contro Maimonide per l'ammissibilità degli attributi divini. Dal punto di vista umano soggettivo, gli attributi potrebbero sembrare come ponessero differenze in Dio; ma questo non vuol dire che lo fanno oggettivamente in Dio. In Dio, nel Bene Assoluto, si fondono come unità identica; i predicati, soprattutto quelli di solo significato logico o concettuale, sono incapaci di causare una molteplicità o composizione reali.

### Sei dottrine fondamentali
Nella seconda divisione Crescas elenca sei dottrine fondamentali presupposte dalla fede rivelata, senza delle quali egli crede che l'ebraismo verrebbe a mancare: l'onniscienza divina, la provvidenza e l'onnipotenza; la fede nella profezia, il libero arbitrio e che il mondo fu creato con un fine.
L'onniscienza di Dio comprende tutti gli esseri individuali innumerevoli; Dio ha conoscenza di ciò che ancora non esiste; Dio sa quello che succederà date tutte le possibilità, sebbene la natura del possibile non venga alterato. La conoscenza di Dio è differente da quella dell'uomo: inferenze dall'uno all'altro non sono valide. (Qui Crescas sta dalla parte di Maimonide contro Gersonide.)
La provvidenza di Dio abbraccia direttamente ed indirettamente tutte le specie ed individui. Premia e punisce, specialmente nell'aldilà. Su questo punto, Crescas rifiuta le teorie di Maimonide e di Gersonide. Amore, e non conoscenza (intellettuale), è il vincolo tra Dio e uomo. Dall'amore di Dio procede solo ciò che è buono, e anche la punizione è inerentemente buona. L'onnipotenza di Dio non è meramente infinita nel tempo, ma anche nell'intensità.
La rivelazione, e solo essa ("creatio ex nihilo"), rende chiare le cose. La legge naturale non limita Dio, ma tutto ciò che  è irrazionale non prova l'onnipotenza di Dio né la Sua mancanza di potenza; cioè, Dio agisce ragionevolmente.
La profezia è il più elevato grado di mentalità umana. Maimonide la rende dipendente da certe condizioni. Sebbene Crescas lo ammetta, egli differisce da Maimonide in quanto non ammette il rifiuto del dono profetico quando sono realizzate dette condizioni. Connessione e comunione con Dio non si realizzano grazie alla conoscenza, ma per amore e devozione, conducendoci a Dio se osserviamo i Suoi comandamenti.
La presentazione del libero arbitrio da parte di Crescas è molto estesa. Egli propende a rifiutarla; in ogni modo ne afferma i limiti. La legge di causalità è così dilagante che la condotta umana non può ritrarsene. Inoltre, l'onniscienza divina anticipa le nostre risoluzioni; ma la Torah insegna la libertà di scelta e presuppone la nostra autodeterminazione. Pertanto Crescas conclude che la volontà umana è libera sotto certi aspetti, ma determinata in altri. La volontà opera come libero agente quando la si considera da sola, ma quando considerata rispetto alla causa remota, agisce di necessità; oppure opera in libertà, per sé e per la causa provocatrice, ma è vincolata se esaminata in riferimento all'onniscienza divina. L'essere umano si sente libero, pertanto è responsabile e deve essere premiato o punito. Il sentimento accompagnatore (disponibilità o avversione ad agire) rende nostro l'atto.

## Il fine ultimo del mondo
Maimonide rigettò come futile e ingiustificata tutta la ricerca del fine ultimo del mondo. Crescas invece postula tale fine ultimo e presume che sia la felicità dell'anima. In questa vita l'anima cerca intensamente di unirsi col divino; le leggi della Torah assistono nel realizzare tale scopo dell'anima, che mai si stanca di desiderarlo. Dopo la morte, l'anima acquisisce più grandi possibilità d'amore, nell'esistenza più alta. Pensatori precedenti avevano fatto dipendere l'immortalità dalla conoscenza. Ma ciò è contrario agli insegnamenti della religione, ed è inoltre totalmente irragionevole. L'amore dà origine alla felicità eterna dell'anima nel mondo a venire con la conseguente comunione con Dio.
(Crescas, Or Adonai)
Con questa definizione Crescas tenta di stabilire l'indipendenza dell'anima dalla conoscenza. La conoscenza non produce l'anima. La più alta perfezione dell'uomo non si ottiene attraverso la conoscenza, ma soprattutto attraverso l'amore, desiderando ardentemente di arrivare alla fonte ultima di ogni bene. Scopo finale dell'uomo, il suo bene supremo (summum bonum), è l'amore, che si manifesta in obbedienza alle leggi di Dio. Scopo più alto di Dio è quello di rendere l'uomo "partecipe alla beatitudine eterna da venire."
La terza divisione dedica molta attenzione alle teorie della Creazione. Tuttavia, qualunque teoria venga accettata, la fede nei miracoli e nella rivelazione non viene intaccata. La tradizione religiosa è così preponderatamente in favore della asserzione che il mondo e la materia sono stati creati, ed il ragionamento contrario di Gersonide è così inconcludente, che Crescas ritiene eterodossa la negazione della creazione. Immortalità, punizione, ricompensa, resurrezione (miracolo, ma non irrazionale), l'irrevocabilità e l'obbligo eterno della Legge, la fede in Urim e Tummim e la redenzione messianica, sono gli altri principi trattati come dottrine da accettare, ma che non sono, strettamente parlando, basilari.
Nella quarta divisione sono elencate tredici opinioni suscettibili da decisioni speculative, tra cui le questioni relative alla dissoluzione del mondo. (Crescas ritiene che la terra passerà, mentre i cieli rimarranno.) Ci sono stati altri mondi oltre il nostro? I corpi celesti sono dotati di anima e di ragione? Amuleti e incantesimi hanno un qualche significato? Cosa sono i "Shedim"? Che dire della metempsicosi?
Avversario di Maimonide per motivi filosofici, Crescas era anche insoddisfatto del metodo usato dal codice legale maimonideo, la Mishneh Torah. Ciò era dovuto alla sua mancanza di indicazioni delle fonti, la rara citazione di opinioni divergenti, e l'assenza di disposizioni riguardo a nuovi casi, a causa della relativa negligenza a stabilire i principi generali di utilizzo universale.
Se tra gli ebrei esercitò per lungo tempo un'influenza impercettibile solo attraverso Joseph Albo, anche se veniva studiato, per esempio, da Isaac Abrabanel che contraddice in particolare le sue teorie messianiche, e da Abram Shalom nel suo Neveh Shalom, l'opera di Crescas fu di importanza primaria e fondamentale grazie alla parte che ebbe nella formazione di Baruch Spinoza e del suo sistema filosofico. La distinzione di Spinoza tra gli attributi e le proprietà è identica alla distinzione di Crescas tra gli attributi assegnati soggettivamente e la loro realtà oggettiva in Dio. La connessione tra le idee di Spinoza sulla creazione e il libero arbitrio, sull'amore di Dio e degli altri, e quelli di Crescas fu inizialmente stabilita da Manuel Joël nel suo Zur Genesis der Lehre Spinoza's (Breslavia, 1871).